# 긴꼬리과일박쥐속
긴꼬리과일박쥐속(Notopteris)은 큰박쥐과에 속하는 박쥐 속의 하나이다. 피지와 바누아투 그리고 누벨칼레도니에서 발견되며 2종으로 이루어져 있다.

## 특징
몸길이가 93~110mm이고 전완장이 59~71.3mm인 보통 크기의 박쥐로 꼬리 길이는 43~62mm이고 몸무게는 최대 73g이다. 털은 비교적 짧다. 등 쪽 털은 올리브색과 갈색부터 짙은 갈색까지 다양하지만 배 쪽은 좀더 연한 색을 띤다. 주둥이 가늘고 길며, 눈은 크다.

## 분포
멜라네시아에 널리 분포한다.

## 하위 종
2종이 알려져 있다.
- 피지꽃박쥐 또는 긴꼬리과일박쥐 (Notopteris macdonaldi) - 피지 및 바누아투
- 누벨칼레도니꽃박쥐 (Notopteris neocaledonica) - 누벨칼레도니